# 公園東口駅
公園東口駅（こうえんひがしぐちえき）は、大阪府吹田市千里万博公園にある大阪モノレール彩都線の駅。駅番号は51。

## 概要
万博記念競技場の最寄り駅であるほか、日本庭園など万博記念公園内の一部施設についても当駅がよりアクセスに優れる。またガンバ大阪の本拠地である市立吹田サッカースタジアムの最寄り駅としても機能している。しかし、隣の万博記念公園駅とそれほど差があるわけではなく、乗り換えなどの手間から、多くのサッカー観戦の利用者が万博記念公園駅を利用している。

## 歴史
当初の計画では、この駅の設置は盛り込まれていなかった。しかし、Jリーグが発足し、万博記念競技場をホームグラウンドとするガンバ大阪の観戦客の輸送には、万博記念公園駅からでは遠いと、当時の万博記念協会が強く大阪府に働きかけた。結果、駅が整備されたが、駅と万博公園の東口ゲートや記念競技場へのアプローチも基本的に大阪府が負担するものとなった。

### 年表
- 1998年（平成10年）10月1日：国際文化公園都市モノレール線（彩都線）万博記念公園 - 阪大病院前間開通時に開業[1]。
- 2023年（令和5年）1月28日：可動式ホーム柵の使用を開始[2]。

## 駅構造
島式ホーム1面2線を有する高架駅。改札・コンコースは2階、ホームは3階にある。改札口は1か所のみ。コンコースは他の駅よりも幅員が広く取られている。ただし、他の多くの駅に見られる「モノドリンク」（イス・テーブル等を備えた自動販売機コーナー）は設置されていない。
万博記念公園や万博記念競技場へは2階にある改札口から階段を下ることなく、同レベルで向かうことができる。本線の駅のような、一般車が乗り入れ可能なロータリーは駅のすぐ前にはないが、200メートルほど東方にバスロータリーがあり、万博記念競技場で大きな催しがないときは昼間時間帯のみ一般車の一時乗り入れも可能である。

### のりば
| ホーム | 路線    | 行先         | 備考           |
| ------ | ------- | ------------ | -------------- |
| 1      | ■彩都線 | 彩都西方面   |                |
| 2      | ■彩都線 | 大阪空港方面 | 一部は本線直通 |

## 利用状況
2023年（令和5年）次の1日平均乗降人員は1,452人で、大阪モノレールの駅の中では最も利用客が少ない駅である。ただし、万博記念競技場がJリーグ・ガンバ大阪の本拠地だった頃、サッカー試合が開催される日は多くの乗降客で賑わった。ガンバ大阪の本拠地が同じ万博記念公園内の市立吹田サッカースタジアムに移転後は万博記念公園駅が最寄り駅とアナウンスされているが、当駅からも吹田スタジアムまでの徒歩の所要時間は大きく違わないこと、また当駅からのルートはバリアフリー対応となっていることから一定の需要がある。
| 年次/年度          | 各年次   | 各年次   | 各年次   | 各年度・年間（単位：千人） | 各年度・年間（単位：千人） | 各年度 乗車人員 | 順位 | 出典          | 出典          | 出典              |
| 年次/年度          | 乗車人員 | 降車人員 | 乗降人員 | 乗車人員                   | 降車人員                   | 各年度 乗車人員 | 順位 | 大阪府        | 吹田市        | モノレール        |
| ------------------ | -------- | -------- | -------- | -------------------------- | -------------------------- | --------------- | ---- | ------------- | ------------- | ----------------- |
| 1998年（平成10年） | 183      | 117      | 300      | 45                         | 27                         | -               | -    | [ 大阪府 1 ]  | [ 吹田市 1 ]  | -                 |
| 1999年（平成11年） | 417      | 253      | 670      | 155                        | 93                         | -               | -    | [ 大阪府 2 ]  | [ 吹田市 1 ]  | -                 |
| 2000年（平成12年） | 552      | 378      | 930      | 166                        | 116                        | -               | -    | [ 大阪府 3 ]  | [ 吹田市 1 ]  | -                 |
| 2001年（平成13年） | 476      | 321      | 797      | 202                        | 125                        | -               | -    | [ 大阪府 4 ]  | [ 吹田市 1 ]  | -                 |
| 2002年（平成14年） | 528      | 343      | 871      | 200                        | 126                        | -               | -    | [ 大阪府 5 ]  | [ 吹田市 1 ]  | -                 |
| 2003年（平成15年） | 441      | 226      | 667      | 161                        | 92                         | -               | -    | [ 大阪府 6 ]  | [ 吹田市 2 ]  | -                 |
| 2004年（平成16年） | 426      | 276      | 702      | 153                        | 98                         | -               | -    | [ 大阪府 7 ]  | [ 吹田市 3 ]  | -                 |
| 2005年（平成17年） | 552      | 247      | 799      | 202                        | 90                         | -               | -    | [ 大阪府 8 ]  | [ 吹田市 4 ]  | -                 |
| 2006年（平成18年） | 539      | 295      | 834      | 197                        | 108                        | -               | -    | [ 大阪府 9 ]  | [ 吹田市 5 ]  | -                 |
| 2007年（平成19年） | 690      | 355      | 1,045    | 253                        | 130                        | -               | -    | [ 大阪府 10 ] | [ 吹田市 6 ]  | -                 |
| 2008年（平成20年） | 764      | 423      | 1,187    | 280                        | 155                        | -               | -    | [ 大阪府 11 ] | [ 吹田市 7 ]  | -                 |
| 2009年（平成21年） | 756      | 450      | 1,206    | 276                        | 164                        | -               | -    | [ 大阪府 12 ] | [ 吹田市 8 ]  | -                 |
| 2010年（平成22年） | 750      | 465      | 1,215    | 274                        | 170                        | -               | -    | [ 大阪府 13 ] | [ 吹田市 9 ]  | -                 |
| 2011年（平成23年） | 810      | 525      | 1,335    | 296                        | 192                        | -               | -    | [ 大阪府 14 ] | [ 吹田市 10 ] | -                 |
| 2012年（平成24年） | 836      | 559      | 1,395    | 300                        | 201                        | -               | -    | [ 大阪府 15 ] | [ 吹田市 11 ] | -                 |
| 2013年（平成25年） | 831      | 601      | 1,432    | 303                        | 219                        | -               | -    | [ 大阪府 16 ] | [ 吹田市 12 ] | -                 |
| 2014年（平成26年） | 944      | 713      | 1,657    | 344                        | 260                        | 940             | 18位 | [ 大阪府 17 ] | [ 吹田市 13 ] | [ モノレール 1 ]  |
| 2015年（平成27年） | 1,074    | 880      | 1,954    | 392                        | 321                        | 1,054           | 18位 | [ 大阪府 18 ] | [ 吹田市 14 ] | [ モノレール 2 ]  |
| 2016年（平成28年） | 749      | 628      | 1,377    | 273                        | 229                        | 739             | 18位 | [ 大阪府 19 ] | [ 吹田市 15 ] | [ モノレール 3 ]  |
| 2017年（平成29年） | 760      | 664      | 1,424    | 277                        | 242                        | 771             | 18位 | [ 大阪府 20 ] | [ 吹田市 16 ] | [ モノレール 4 ]  |
| 2018年（平成30年） | 802      | 720      | 1,522    | 293                        | 263                        | 804             | 18位 | [ 大阪府 21 ] | [ 吹田市 17 ] | [ モノレール 5 ]  |
| 2019年（令和元年） | 799      | 739      | 1,538    | 292                        | 270                        | 773             | 18位 | [ 大阪府 22 ] | [ 吹田市 18 ] | [ モノレール 6 ]  |
| 2020年（令和02年） | 443      | 435      | 878      | 162                        | 159                        | 418             | 18位 | [ 大阪府 23 ] | [ 吹田市 19 ] | [ モノレール 7 ]  |
| 2021年（令和03年） | 458      | 446      | 904      | 167                        | 163                        | 458             | 18位 | [ 大阪府 24 ] | [ 吹田市 20 ] | [ モノレール 8 ]  |
| 2022年（令和04年） | 622      | 578      | 1,200    | 227                        | 211                        | 656             | 18位 | [ 大阪府 25 ] | [ 吹田市 21 ] | [ モノレール 9 ]  |
| 2023年（令和05年） | 744      | 708      | 1,452    | 271                        | 258                        | 740             | 18位 | [ 大阪府 26 ] | [ 吹田市 22 ] | [ モノレール 10 ] |

## 駅周辺
- 万博記念公園東口
  - 日本庭園
  - 大阪日本民芸館
  - 国立民族学博物館
  - 万博記念競技場
  - 市立吹田サッカースタジアム - サッカーJリーグガンバ大阪のホームグラウンド。試合開催時には大阪モノレール線（本線）からの直通運転（行き先変更）が行われることがある。駅構造の項で記載したとおり、当駅から同施設方面へ向かう通路には段差がほぼ無い（途中でエレベーターを利用）ため、車イス利用者は当駅の利用が推奨されている[4]。
  - 平和のバラ園
- 茨木市立西陵中学校
- 吹田市資源リサイクルセンターくるくるプラザ
- 名神高速道路・中国自動車道・近畿自動車道吹田ジャンクション - 名神高速道路と近畿自動車道は吹田インターチェンジを併設。中国自動車道の中国吹田インターチェンジは万博記念公園駅付近にある。
- 大阪府道1号
- 大阪府道2号
- 大阪府道129号
- 近鉄バス「日本庭園前」停留所 - 駅との連絡停留所としては扱われていないが、乗り継ぎに利用すること自体は可能。茨木市駅・茨木駅と阪大病院を結ぶ路線が発着。

## 隣の駅
大阪モノレール
■彩都線
万博記念公園駅 (17) - 公園東口駅 (51) - 阪大病院前駅 (52)

### 記事本文

### 利用状況
1. ↑  大阪府統計年鑑 - 大阪府
2. ↑  吹田市統計書

#### 大阪モノレール
1. ↑  平成26年度駅別旅客数 - 大阪モノレール（ウェイバックマシン）
2. ↑  平成27年度駅別旅客数 - 大阪モノレール（ウェイバックマシン）
3. ↑  平成28年度駅別旅客数 - 大阪モノレール（ウェイバックマシン）
4. ↑  平成29年度駅別旅客数 - 大阪モノレール（ウェイバックマシン）
5. ↑  2018年度駅別旅客数 - 大阪モノレール（ウェイバックマシン）
6. ↑  2019年度駅別旅客数 - 大阪モノレール（ウェイバックマシン）
7. ↑  2020年度駅別旅客数 - 大阪モノレール（ウェイバックマシン）
8. ↑  2021年度駅別旅客数 (PDF)  - 大阪モノレール（ウェイバックマシン）
9. ↑  2022年度駅別旅客数 (PDF)  - 大阪モノレール（ウェイバックマシン）
10. ↑  2023年度駅別旅客数 (PDF)  - 大阪モノレール（ウェイバックマシン）

#### 大阪府統計年鑑
1. ↑  大阪府統計年鑑（平成11年） (PDF)
2. ↑  大阪府統計年鑑（平成12年） (PDF)
3. ↑  大阪府統計年鑑（平成13年） (PDF)
4. ↑  大阪府統計年鑑（平成14年） (PDF)
5. ↑  大阪府統計年鑑（平成15年） (PDF)
6. ↑  大阪府統計年鑑（平成16年） (PDF)
7. ↑  大阪府統計年鑑（平成17年） (PDF)
8. ↑  大阪府統計年鑑（平成18年） (PDF)
9. ↑  大阪府統計年鑑（平成19年） (PDF)
10. ↑  大阪府統計年鑑（平成20年） (PDF)
11. ↑  大阪府統計年鑑（平成21年） (PDF)
12. ↑  大阪府統計年鑑（平成22年） (PDF)
13. ↑  大阪府統計年鑑（平成23年） (PDF)
14. ↑  大阪府統計年鑑（平成24年） (PDF)
15. ↑  大阪府統計年鑑（平成25年） (PDF)
16. ↑  大阪府統計年鑑（平成26年） (PDF)
17. ↑  大阪府統計年鑑（平成27年） (PDF)
18. ↑  大阪府統計年鑑（平成28年） (PDF)
19. ↑  大阪府統計年鑑（平成29年） (PDF)
20. ↑  大阪府統計年鑑（平成30年） (PDF)
21. ↑  大阪府統計年鑑（令和元年） (PDF)
22. ↑  大阪府統計年鑑（令和2年） (PDF)
23. ↑  大阪府統計年鑑（令和3年） (PDF)
24. ↑  >大阪府統計年鑑（令和4年） (PDF)
25. ↑  大阪府統計年鑑（令和5年） (PDF)
26. ↑  大阪府統計年鑑（令和6年） (PDF)

#### 吹田市統計書
1. 1 2 3 4 5  平成15年版吹田市統計書 (PDF)
2. ↑  平成16年版吹田市統計書 (PDF)
3. ↑  平成17年版吹田市統計書 (PDF)
4. ↑  平成18年版吹田市統計書 (PDF)
5. ↑  平成19年版吹田市統計書 (PDF)
6. ↑  平成20年版吹田市統計書 (PDF)
7. ↑  平成21年版吹田市統計書 (PDF)
8. ↑  平成22年版吹田市統計書 (PDF)
9. ↑  平成23年版吹田市統計書 (PDF)
10. ↑  平成24年版吹田市統計書 (PDF)
11. ↑  平成25年版吹田市統計書 (PDF)
12. ↑  平成26年版吹田市統計書 (PDF)
13. ↑  平成27年版吹田市統計書 (PDF)
14. ↑  平成28年版吹田市統計書 (PDF)
15. ↑  平成29年版吹田市統計書 (PDF)
16. ↑  平成30年版吹田市統計書 (PDF)
17. ↑  令和元年版吹田市統計書 (PDF)
18. ↑  令和2年版吹田市統計書 (PDF)
19. ↑  令和3年版吹田市統計書 (PDF)
20. ↑  令和4年版吹田市統計書 (PDF)
21. ↑  令和5年版吹田市統計書 (PDF)
22. ↑  令和6年版吹田市統計書 (PDF)